# Гарантійний строк
Гарантійний строк — один з найважливіших критеріїв споживчого вибору того чи іншого виробу. Гарантійний строк (гарантійне напрацювання) — чисельна величина, виражена в заданих одиницях виміру (час, виконана робота), протягом яких діють гарантійні зобов'язання постачальника (виготовлювача).
Розрізняють такі три види гарантійних строків:
1. Гарантійний строк експлуатації — період часу, протягом якого виробник гарантує стабільність показників якості товару (продукції) в процесі його експлуатації за умови дотримання споживачем правил експлуатації.
2. Гарантійний строк зберігання — період часу, протягом якого виробник гарантує збереження всіх встановлених стандартами експлуатаційних показників і споживчих властивостей товару за умови дотримання споживачем правил зберігання.
3. Строк придатності товару — період часу, протягом якого виробник гарантує всі встановлені стандартами експлуатаційні показники і споживчі властивості продукції (товару) за умови дотримання споживачем правил експлуатації і зберігання. Після закінчення строку придатності товар вважається непридатним для використання за призначенням. В основному строк придатності товару використовується до медичних препаратів, продуктів харчування тощо.